# Morpho pseudoagamedes
Morpho pseudoagamedes är en fjärilsart som beskrevs av Weber 1944. Morpho pseudoagamedes ingår i släktet Morpho och familjen praktfjärilar. Inga underarter finns listade i Catalogue of Life.